# Zespół Szkolno-Przedszkolny nr 1 w Prudniku
Zespół Szkolno-Przedszkolny nr 1 w Prudniku – zespół publicznych szkół znajdujący się w Prudniku przy ulicy Podgórnej 9, na Jasionowym Wzgórzu. W skład zespołu wchodzą: Publiczna Szkoła Podstawowa nr 1 im. Bohaterów Westerplatte z budynkiem filialnym, Publiczne Przedszkole nr 6 i Żłobek nr 2. Organem prowadzącym szkołę jest gmina Prudnik.

## Historia
15 kwietnia 1861 wmurowano kamień węgielny pod budowę gmachu szkoły realnej. Budynek wzniesiono w stylu angielskim według projektu mistrza murarskiego Frankego, na południe od kościoła parafialnego św. Michała, na miejscu dawnego cmentarza. 1 października 1862 poświęcił go arcykapłan Poppe. Władze miejskie przekazały na cel urządzenia szkoły realnej subwencję 1950 talarów, a w 1865 3081 talarów. Od 8 listopada 1863 szkołą zarządzało miejskie kuratorium. Wyższa szkoła mieszczańska składała się z siedmiu klas i miała prawo przeprowadzania egzaminu maturalnego.

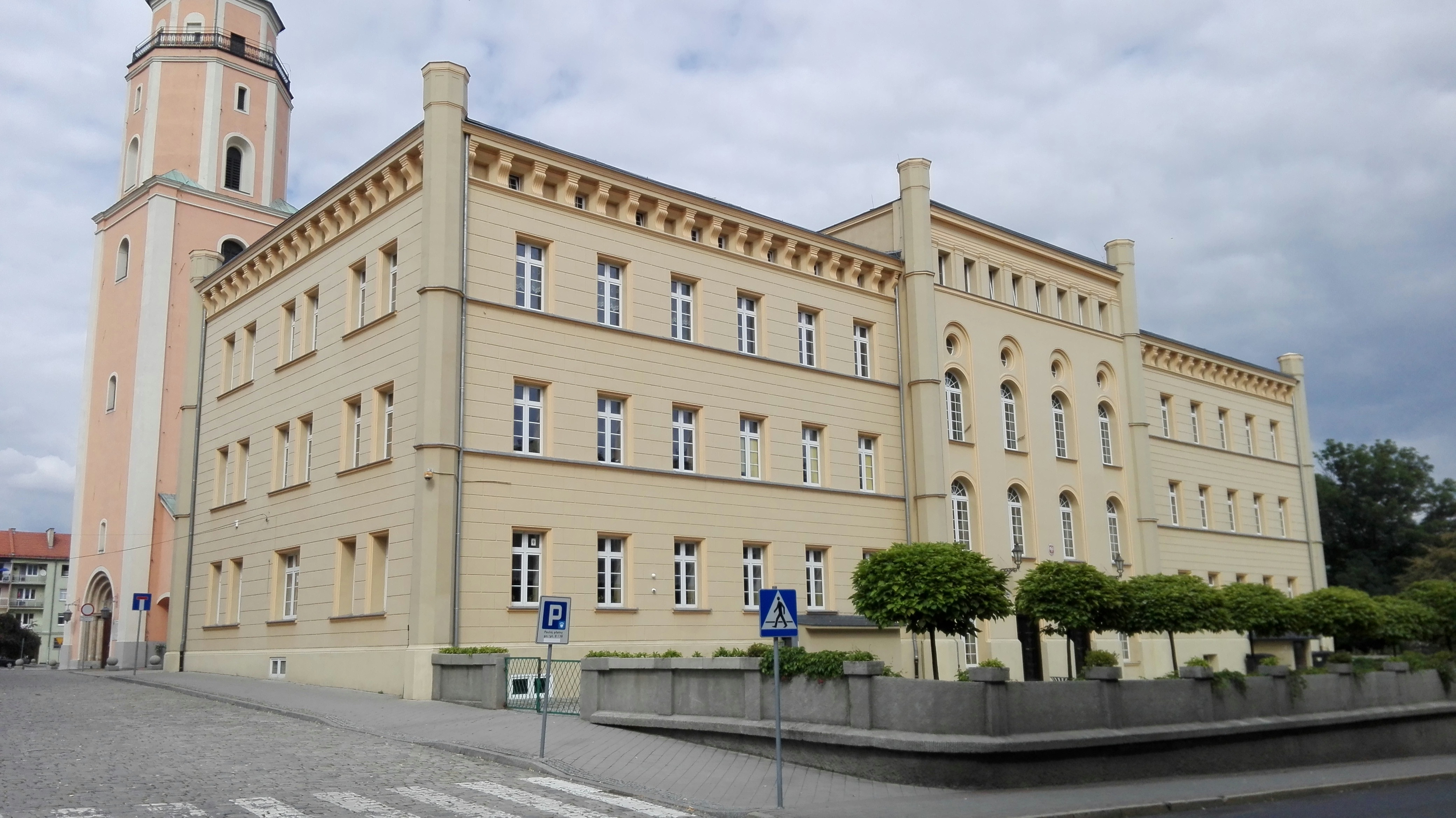
Pierwsza siedziba szkoły; późniejsze gimnazjum, obecnie budynek filialny

Po zakończeniu II wojny światowej i przejęciu Prudnika przez administrację polską w 1945, w gmachu niemieckiej szkoły realnej przy ul. Armii Krajowej 1 została utworzona Szkoła Podstawowa nr 1. Pierwszym kierownikiem szkoły został Wacław Kowalczyk. Od 1956 szkoła posiadała oddział w obiekcie przy ul. Traugutta, nazywany małą jedynką. Prowadzono w nim nauczanie w klasach I–IV.
29 listopada 1970 Szkoła Podstawowa nr 1 otrzymała imię Bohaterów Westerplatte. Odsłonięto tablicę upamiętniającą nadanie szkole patrona. Jako hymn szkoły przyjęty został wiersz Konstantego Ildefonsa Gałczyńskiego Pieśń o żołnierzach z Westerplatte.
Szkoła Podstawowa nr 1 posiadała swoją salę gimnastyczną, która mieściła się w sali zamkniętego kina „Promień”.
W 1995 placówka przejęła budynek przy ul. Podgórnej 9. Cztery lata później, w 1999 do budynku przy ul. Podgórnej została przeniesiona siedziba Szkoły Podstawowej nr 1, natomiast w budynku przy ul. Armii Krajowej 1 utworzono Publiczne Gimnazjum nr 1 im. Kardynała Stefana Wyszyńskiego.
W latach 1945–2010 Szkoła Podstawowa nr 1 wychowała 8811 absolwentów. Od 1945 do 2005 pracowało w niej 324 nauczycieli. Gimnazjum nr 1 zostało zlikwidowane w związku z reformą systemu oświaty z 2017. Od tej pory, gmach przy ul. Armii Krajowej 1 funkcjonuje jako budynek filialny Szkoły Podstawowej nr 1.

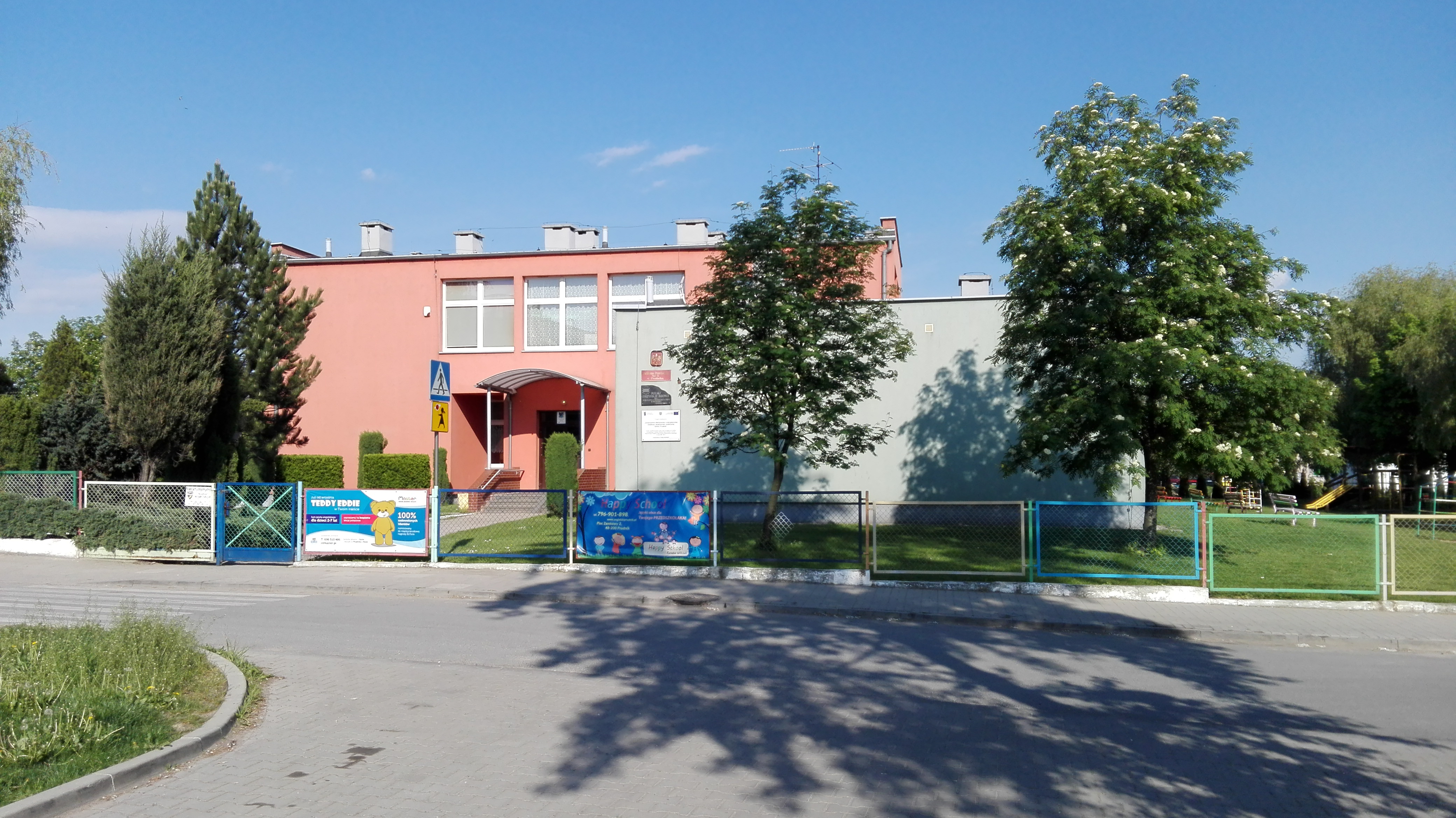
Publiczne Przedszkole nr 6

Publiczne Przedszkole nr 6 ma swoją siedzibę przy ul. Podgórnej 9a. W 2022 w wydzielonej części budynku przedszkola utworzono Żłobek nr 2.

## Dyrektorzy szkoły
- 1945–1947: Wacław Kowalczyk[4]
- 1947–1949: Mieczysław Kielar[4]
- 1949–1951: Bronisława Cychańska[4]
- 1951–1952: Adam Rudawiec[4]
- 1952–1972: Leon Tkacz[4]
- 1972–1991: Edward Sąkól[4]
- 1991: Maria Podwysocka[4]
- 1992–1997: Jan Pakos[4]
- 1997–1998: Antoni Kluczyński[4]
- 1998: Elżbieta Romaniuk[4]
- 1999–2017: Wiesława Kosińska[4]
- od 2017: Ewelina Langfort[11]

## Absolwenci
- Michał „Z.B.U.K.U” Buczek – raper[12]
- Jan Góra – dominikanin, duszpasterz akademicki, działacz społeczny[13][14]
- Michał Kroczak – koszykarz[15]
- Kacper Stalicki – koszykarz
- Krzysztof Szeremeta – poeta, animator kultury